# Zamach na jarmarku bożonarodzeniowym w Berlinie
Zamach na jarmarku bożonarodzeniowym w Berlinie – akt terrorystyczny, który miał miejsce 19 grudnia 2016 w Berlinie, w czasie jarmarku bożonarodzeniowego na Breitscheidplatz przy kościele Pamięci w dzielnicy Charlottenburg.

## Przebieg

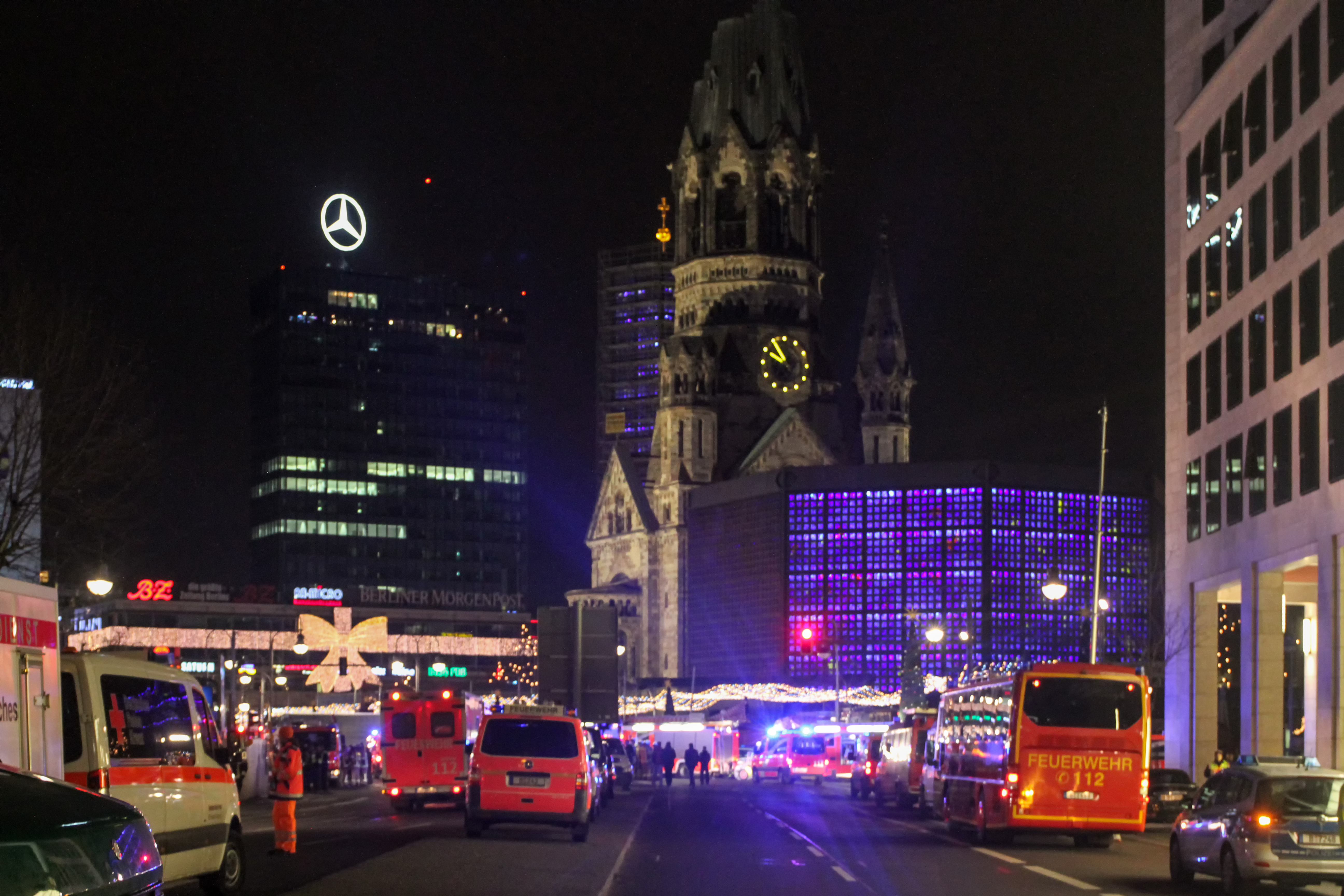
Miejsce zamachu

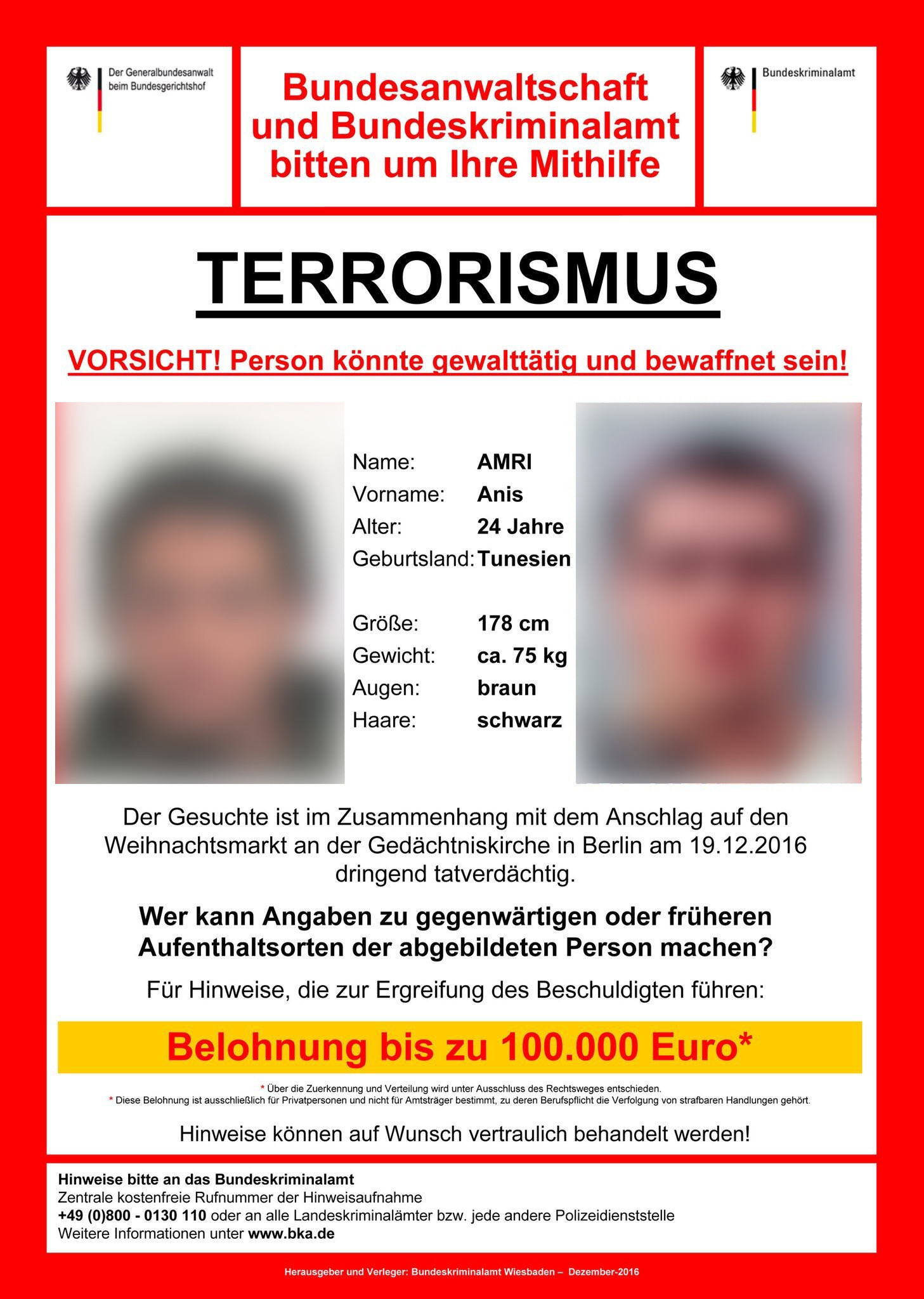
Poszukiwany listem gończym domniemany zamachowiec – Tunezyjczyk Anis Amri (zginął zastrzelony przez włoską policję 23 grudnia 2016)

Do zdarzenia doszło w czasie jarmarku bożonarodzeniowego (Weihnachtsmarkt), gdy 40-tonowa ciężarówka Scania (ciągnik siodłowy z naczepą) z polskimi tablicami rejestracyjnymi prowadzona przez Tunezyjczyka Anisa Amriego wjechała w tłum ludzi. Zginęło 12 osób, w tym polski kierowca ciężarówki, któremu skradziono pojazd, a od 49 do 56 odniosło obrażenia. Modus operandi ataku terrorystycznego (taranowanie ciężarówką) podobny był do przeprowadzonego pięć miesięcy wcześniej zamachu w Nicei.
Według wskazań GPS-u zamontowanego w ciężarówce pojazd został uprowadzony wraz z polskim kierowcą, Łukaszem Urbanem, około godz. 15:45 (wskazuje na to sposób przemieszczania się pojazdu). Do zamachu doszło około godziny 20. Ciężarówka staranowała tłum ludzi i stoiska jarmarku na zamkniętej ulicy. O godzinie 20:07 strażacy odebrali pierwszy telefon o „wypadku” na terenie jarmarku. W kabinie pojazdu znaleziono ciało zastrzelonego kierowcy ciężarówki, Łukasza Urbana. Zdaniem policji Polak otrzymał ciosy najpierw nożem, a następnie został zastrzelony z broni małokalibrowej (przed zamachem). Podejrzanym o udział w zamachu był 24-letni Tunezyjczyk Anis Amri. Jego dokumenty znaleziono w biorącej udział w zdarzeniu ciężarówce. Następnego dnia odpowiedzialność za zamach wzięło na siebie Państwo Islamskie, informując, że przeprowadził go „żołnierz ISIS”.
Około godziny 3 w nocy z 22 na 23 grudnia 2016 podejrzany Anis Amri został zastrzelony w Mediolanie przez włoską policję.

## Ofiary
| Państwo | Liczba zabitych |
| ------- | --------------- |
| Niemcy  | 8               |
| Czechy  | 1               |
| Izrael  | 1               |
| Polska  | 1               |
| Włochy  | 1               |
| Razem   | 12              |

## Reakcje
Po zamachu ogłoszono w Niemczech żałobę narodową.
30 grudnia 2016 Łukasza Urbana pochowano w Baniach w woj. zachodniopomorskim. W pogrzebie wzięli udział m.in. prezydent Polski Andrzej Duda oraz szef Kancelarii Prezesa Rady Ministrów Beata Kempa wraz przedstawicielami najwyższych władz.